# Jess Harnell
Jess Q. Harnell (nacido el 23 de diciembre de 1963) es un actor de voz y cantante estadounidense. Prestó su voz a Wakko Warner en Animaniacs y Crash Bandicoot en la franquicia de videojuegos del mismo nombre. Harnell también ha sido el presentador de America's Funniest Home Videos desde 1998.

## Primeros años
Harnell nació el 23 de diciembre de 1963 en Englewood Hospital and Medical Center en Englewood, Nueva Jersey, y creció en las cercanas Teaneck, hijo de Joe Harnell (compositor de jazz) y su esposa Alice.

## Carrera
En 1989, Harnell proporcionó las voces de Br'er Rabbit y muchas otras criaturas para la atracción de Splash Mountain en  Disneyland Park. Harnell también grabó algunos diálogos de personajes nuevos para la siguiente versión de la atracción de  Walt Disney World. Ha seguido repitiendo el papel de Brer Rabbit en nuevos proyectos de Disney cuando es necesario, como en el videojuego de 2011 "Kinect: Disneyland Adventures".
En 1990, Harnell se desempeñó como director de reparto en "DuckTales the Movie: Treasure of the Lost Lamp".
En 1993, pasó a expresar Wakko Warner en Animaniacs y Secret Squirrel en 2 Stupid Dogs. Ese mismo año, Harnell se convirtió en la voz cantante de padre en la versión actual de Walt Disney's Carousel of Progress. De 1994 a 1996, proporcionó las voces de Sewer Urchin, Human Bullet y Chief Más fuerte en la serie animada The Tick.
Además, en 1996, fue Hunter en "Road Rovers". Una de las siguientes apariciones de Harnell fue como el principal stormtrooper en 1997 Star Wars fan film Troops, una parodia de la serie de televisión Cops ambientada en el universo expandido Star Wars. Harnell prestó su voz al padre de Rudy, Joe Tabootie en el programa de Nickelodeon ChalkZone, Crash Bandicoot en Crash Tag Team Racing, Crash of the Titans, Crash: Mind over Mutant, y Crash Bandicoot N Sane Trilogy, Lo-Lo en Crash Bandicoot: The Wrath of Cortex, Rodney Copperbottom en el videojuego Robots, Spyro the Dragon en Spyro: A Hero's Tail y Spyro: Shadow Legacy, Marlin, Bruce y Crazy Drivers en el videojuego Finding Nemo, Jerry en Totally Spies, Linguni en Pucca y Doctor Finklestein en The Nightmare Before Christmas spin-offs de videojuegos, así como en la saga de Kingdom Hearts. En 2005, prestó su voz a Buzz Blister en Tom y Jerry: Blast Off to Mars y muchos otros personajes en las películas posteriores de Tom y Jerry. También hizo la voz salvaje y enérgica de Cro-Magnon Doubledome de los cortos de dibujos animados de Longhair y Doubledome para Cartoon Network Big Pick (también protagonizada por Daniel Davis como Pelo largo).
En 2001, fue la voz cantante de Buster en Lady and the Tramp II: Scamp's Adventure. También prestó su voz a Captain Hero en la comedia animada de Comedy Central Drawn Together y también hace las voces de Wooton Bassett y Bennett Charles en el drama de radio Adventures in Odyssey, además de interpretar el papel principal de Finnian Jones para el Radio Drama Lamplighter Theatre. También hizo apariciones en Superhuman Samurai Syber-Squad. Su voz también apareció en NASCAR Rumble, y se le atribuye el mérito de los comentarios en el juego en el juego de seguimiento Rumble Racing. Jess también reemplazó a Brad Garrett como la voz de Fatso durante la temporada 3 de The Spooktacular New Adventures of Casper. También actuó como estrella invitada en Samurai Jack como interpretó a Ringo ya una camarera en el episodio "Jack Under the Sea. También produjo la película de 2004 Comic Book: The Movie junto con Billy West, Mark Hamill, Eric Mittleman, Scott Zakarin y Roger Rose además de interpretar al personaje de Ricky. En 2006, trabajó como director de voz en Pet Alien. En 2007, reemplazó a Neil Flynn como la voz de The Plumber en Ratchet & Clank Future: Tools of Destruction y Ratchet & Clank Future: A Crack in Time. También prestó su voz al Contrabandista en esa popular serie.
Ese mismo año, prestó su voz a los personajes de Ironhide y Barricade en la película dirigida por Michael Bay Transformers, lo que lo convirtió en el único actor de doblaje en interpretar a Autobot (Ironhide) y un Decepticon (Barricade) en esa película. Regresó a la voz de Ironhide una vez más en Transformers: la venganza de los caídos y Transformers: el lado oscuro de la luna, así como Barricade en Transformers: el último caballero.
Prestó su voz a un personaje en Up y reemplazó a Brad Garrett como la voz del profesor Buffo en Special Agent Oso.
También prestó su voz a Flip Wreck, Blast Zone y Bucko en el Skylanders reinicio de la franquicia y Cowardly Lion y Reegull en Lego Dimensions.
Harnell también proporcionó la voz y el canto del antagonista Cedric the Sorcerer de Princesita Sofia de 2013 a 2018.
También hizo la voz de un turista masculino en Norma del norte.

## Carrera musical
Como músico, Harnell lanzó su único álbum en solitario, "The Sound of Your Voice", en 1995. Es el vocalista principal de la banda de pop/metal mashup rock, Rock Sugar, que evolucionó de su banda anterior, Loud & Clear. Con Loud & Clear o Rock Sugar, Harnell lanzó cuatro álbumes: Disc-Connected (2003), álbum de demostración homónimo (2007), Festival of Fire (2008) y Reimaginator (2010).

## Vida personal
Harnell se casó con su esposa Cara el 19 de noviembre de 2019.